# 1672

## Събития
- 23 декември – Италианският астроном Джовани Доменико Касини открива Рея – вторият по големина след Титан спътник на Сатурн.

## Родени
- 1 май – Джоузеф Адисън, английски писател
- 9 юни – Петър I, император на Русия

## Починали
- януари – Адриан ван де Велде, холандски художник
- 8 май – Жан-Арман дьо Тревил, френски офицер
- 6 ноември – Хайнрих Шюц,
- 19 ноември – Джон Уилкинс, английски духовник и учен